# 济生会
济生会（日语：／ Saiseikai, Inc.），全称社会福祉法人恩賜財団済生会，是由明治天皇於1911年颁布『济生勅語』而创立的日本慈善事業團體。正式名称中的恩赐财团应为小号字体上下两段表示，但在此无法录入所以采取一行表示。
济生会是日本最大的社会福祉法人团体，总部设在东京都，在除青森县・秋田县・山梨县・岐阜县・德岛县・高知县・冲绳县7县之外的40个都道府县都设有支部，运营着97所医院及诊疗所机构，293所养老院及残疾人支援设施等福祉设施，全国共有近60000名员工。运营中的医院和诊疗所根据医师法第31条规定属于公立医疗设施。

## 历史
- 1911年（明治44年）2月11日，根据明治天皇『济生赦语』，皇室出资150万日元加上朝野官员的捐助金创立。根据天皇意愿，「恩赐」和「财团」书写时不连为一行而是采取比济生会稍小的字号分两行记载的书写方式。
- 1911年（明治44年）5月30日，「恩赐财团济生会」创立获得认可。8月21日，成立财团。初代总裁为伏见宫贞爱亲王，初代会长为桂太郎（时任总理大臣）。组织的运营归内务省管理，具体的事业计划采取委托各地方自治体的形式。
- 1912年（明治45年），在东京开设总部诊疗所，深川诊疗所
- 1913年（大正2年），在横滨市西区冈野町开设第一所医院『神奈川县医院』（现:济生会神奈川县医院）。之后在二战横滨大空袭中烧毁，战后转址重建。
- 同年、第二代会长德川家达就任。
- 1915年（大正4年），作为总部直营的基干医院「恩赐财团济生会芝医院（现・东京都济生会中央医院）」开设。初代院长为北里柴三郎。
- 1952年（昭和27年），认定为社会福祉法人。
- 2011年(平成23年）5月30日，济生会迎来创立一百周年庆典。仪式在明治神宫会馆举行，明仁天皇夫妇出席并致辞。

## 济生会的由来
创立之初，旨在「救济生活贫困者」「 用医疗守护地区生命健康」「 成立会以提供没有空白的医疗福祉服务」。这是济生会名称的由来。

## 纹章
济生会的纹章为扶子花（日语：撫子・なでしこ)。
起源于初代总裁・伏见宫贞爱亲王殿下于明治45年（1912年）将济生会的事业精神寄寓于野外盛开的抚子花，吟诵了以下的和歌。
　　　　　　　　清露沾野草 如今别样否
　　　　　　　　朝夕与君伴 忧忧入吾心
（日语原文：露にふす 末野の小草 いかにぞと あさ夕かかる わがこころかな）
为了让世世代代都不忘记济生会的宗旨，自大正1年（1912年）起，便把和歌中咏诵的抚子花花叶上沾有露珠的图案定为了济生会的纹章。

## 领导机构

### 主要领导成员
- 总裁：秋篠宫文仁亲王
- 会长：有马郎人
- 理事长：炭谷茂

### 历代总裁
- 初代：伏见宫贞爱亲王
- 第2代：闲院宫载仁亲王
- 第3代：高松宫宣仁亲王
- 第4代：高松宫喜久子妃
- 第5代：宽仁亲王
- 第6代：秋篠宫文仁亲王

## 据点

### 总部：
- 东京都港区三田一丁目4番28号三田国际大厦21楼
- 运营直辖设施「东京都济生会中央医院」

### 支部：
- 除青森县・秋田县・山梨县・岐阜县・德岛县县・高知县・冲绳县7县之外的40个都道府县

## 關聯組織
- 北海道濟生會小樽醫院
- 北海道濟生會西小樽醫院（日语：北海道済生会西小樽病院）
- 山形濟生醫院（日语：山形済生病院）

## 外部連結
- 山口县济生会山口综合医院 （页面存档备份，存于）
- 山口县济生会山口地区综合照料中心 （页面存档备份，存于）

- 社会福祉法人 恩賜財団 済生会　公式サイト （页面存档备份，存于） （日語）